# أم أل المعيارية
أم ال المعيارية ( SML ) Standard ML هي لغة برمجة للأغراض العامة، لغة معيارية و وظيفية مع تجميع زمني ذو اختبار للتنويع البرمجي. وهي تحظى بشعبية كبيرة بين كتاب المجمّعات والباحثين في لغة البرمجة، وكذلك في تطوير نظرية الاثبات التلقائي.
SML هي لهجة حديثة لـ ML ، لغة البرمجة المستخدمة في مشروع إثبات نظرية المنطق للوظائف (الدوال) الحسابية (LCF). وهي مميزة بين اللغات المستخدمة على نطاق واسع من حيث أنها تحتوي على مواصفات قياسية، مقدمة كقواعد كتابة ودلالات تشغيلية في تعريف ML القياسي .

## أمثلة أكواد برمجية

### مرحبا يا عالم
البرنامج التالي "hello.sml": 
```
 print "مرحباً يا عالم!\n";
```

 يمكن تجميعها باستخدام MLton: 
```
$ mlton hello.sml
```

 و تُشغّل:
```
$ ./hello Hello world!
```

## روابط خارجية
- مشروع GitHub العائلي ML القياسي
- لغة ML القياسية Mads Tofte ، Scholarpedia ، 4 (2): 7515. دوى: 10.4249 / scholarpedia.7515
- ما هو SML؟
- ما هو SML '97؟
- الغرض من ML (sML) اللاحق هو توفير وسيلة للتطور المستمر لـ ML ، باستخدام معيار ML كنقطة انطلاق.
- البرمجة بلغة ML القياسية
- البرمجة بلغة ML ML القياسية 97: برنامج تعليمي عبر الإنترنت
- جامعة. شيكاغو - دروس SML (شرائح)
- CSE341: لغات البرمجة ، دان غروسمان ، جامعة واشنطن. أيضا على Coursera و YouTube